# Décès en avril 2024
Décès
- 2020
- 2021
- 2022
- 2023
- 2024
- 2025
- 2026
- 2027
- 2028

Pour une information complémentaire, voir la page d'aide.

| Date              | Nom                           | Activités | Âge   | Source |
| ----------------- | ----------------------------- | --- | ----- | ------ |
| 30 avril          | Paul Auster                   | Écrivain, scénariste et réalisateur américain.                                                                     | 77    |        |
| 30 avril          | MC Conrad                     | Producteur britannique.                                                                                            | 52    | (en)   |
| 30 avril          | Duane Eddy                    | Musicien américain.                                                                                                | 86    | (en)   |
| 30 avril          | Ngapare Hopa                  | Anthropologue néo-zélandaise.                                                                                      | 88/89 | (en)   |
| 30 avril          | George Lober                  | Homme politique samoan.                                                                                            | 77    | (en)   |
| 29 avril          | Haman Adama                   | Femme politique camerounaise.                                                                                      | 73/74 |        |
| 29 avril          | André Bar                     | Coureur cycliste belge.                                                                                            | 88    | (en)   |
| 29 avril          | Mykhaïlo Fomenko              | Footballeur soviétique puis ukrainien, médaillé de bronze aux Jeux olympiques d'été de 1976.                       | 75    |        |
| 29 avril          | Guy-Dominique Kennel          | Homme politique français.                                                                                          | 72    |        |
| 29 avril          | Michel Pouliot                | Aviateur et homme d'affaires canadien.                                                                             | 93    |        |
| 29 avril          | Srinivasa Prasad              | Homme politique indien.                                                                                            | 76    | (en)   |
| 29 avril          | Paul Schoenfield              | Compositeur américain.                                                                                             | 77    | (en)   |
| 29 avril          | Andrew Stunell                | Homme politique britannique.                                                                                       | 81    | (en)   |
| 29 avril          | Dingaan Thobela               | Boxeur sud-africain.                                                                                               | 57    | (en)   |
| 29 avril          | Fote Trolue                   | Juge français. | 75/76 |        |
| 29 avril          | René Vertus                   | Footballeur haïtien.                                                                                               | 87    |        |
| 28 avril          | William Calley                | Officier américain.                                                                                                | 80    |        |
| 28 avril          | Wolfram Fischer               | Historien économique et social allemand.                                                                           | 95    | (de)   |
| 28 avril          | Jean-Pierre Giudicelli        | Pentathlète français, médaillé de bronze aux Jeux olympiques d'été de 1968.                                        | 81    |        |
| 28 avril          | Monty Jones                   | Agronome sierraléonais.                                                                                            | 73    | (en)   |
| 28 avril          | Walter Kolbow                 | Homme politique allemand.                                                                                          | 80    | (de)   |
| 28 avril          | Gilberto Noletti              | Footballeur italien.                                                                                               | 82    |        |
| 28 avril          | Michael J. Roads              | Écrivain britannique.                                                                                              | 87    | (en)   |
| 28 avril          | Alan Scarfe                   | Acteur, metteur en scène et auteur canadien.                                                                       | 77    | (en)   |
| 28 avril          | Andris Vilks                  | Homme d'État letton.                                                                                               | 60    | (en)   |
| 27 avril          | Mayotte Bollack               | Philologue classique française.                                                                                    | 95    | (de)   |
| 27 avril          | Jean-Pierre Ferland           | Auteur-compositeur-interprète canadien.                                                                            | 89    |        |
| 27 avril          | Konstantin Lissenko           | Athlète de sprint français.                                                                                        | 90    |        |
| 27 avril          | Louiselle                     | Chanteuse italienne.                                                                                               | 78    | (it)   |
| 27 avril          | Francisco Rico                | Philologue espagnol.                                                                                               | 81    | (es)   |
| 27 avril          | C. J. Sansom                  | Écrivain britannique.                                                                                              | 71    | (en)   |
| 27 avril          | Pablo Urbanyi                 | Écrivain de fiction hongrois-argentin-canadien.                                                                    | 84/85 | (hu)   |
| 26 avril          | Serge Cabana                  | Journaliste et écrivain québécois.                                                                                 | 76    |        |
| 26 avril          | Yumi Katsura                  | Couturière japonaise.                                                                                              | 96    | (ja)   |
| 26 avril          | Anne McDaniels                | Actrice et modèle américaine.                                                                                      | 46    | (en)   |
| 26 avril          | Jean Musy                     | Musicien, compositeur et arrangeur français.                                                                       | 76    |        |
| 25 avril          | Ferenc András                 | Réalisateur, scénariste et producteur hongrois.                                                                    | 81    | (hu)   |
| 25 avril          | Laurent Cantet                | Réalisateur et scénariste français.                                                                                | 63    |        |
| 25 avril          | Marek Czakon                  | Footballeur polonais.                                                                                              | 60    | (fi)   |
| 25 avril          | Yvan Lagrange                 | Réalisateur français.                                                                                              | 74    |        |
| 25 avril          | Kenji Tohira                  | Pilote automobile japonais.                                                                                        | 83    | (ja)   |
| 24 avril          | Nancy Dorian                  | Linguiste et anthropologue américaine.                                                                             | 87/88 | (en)   |
| 24 avril          | Daniel Guyonnet               | Dessinateur, animateur et réalisateur français.                                                                    | 63    |        |
| 24 avril          | Margaret Lee                  | Actrice britannique.                                                                                               | 80    | (en)   |
| 24 avril          | John O'Shea                   | Joueur de rugby à XV international gallois.                                                                        | 83    | (en)   |
| 24 avril          | Donald Payne Jr.              | Homme politique américain.                                                                                         | 65    | (en)   |
| 24 avril          | Nick Phipps                   | Bobeur britannique.                                                                                                | 72    | (en)   |
| 24 avril          | Mike Pinder                   | Musicien américain.                                                                                                | 82    | (en)   |
| 24 avril          | Charles Rosado                | Joueur de rugby à XIII français.                                                                                   | 73    |        |
| 23 avril          | Tom Baker                     | Footballeur gallois.                                                                                               | 88    | (en)   |
| 23 avril          | Terry Carter                  | Acteur américain.                                                                                                  | 95    | (en)   |
| 23 avril          | Robert H. Dennard             | Ingénieur électricien et inventeur américain.                                                                      | 91    | (en)   |
| 23 avril          | Frank Field                   | Homme politique britannique.                                                                                       | 81    |        |
| 23 avril          | Andrzej Jarosik               | Footballeur international polonais.                                                                                | 79    |        |
| 23 avril          | Yukio Kasaya                  | Sauteur à ski japonais, champion aux Jeux olympiques d'hiver de 1972.                                              | 80    | (ja)   |
| 23 avril          | Helmut Kutin                  | Responsable social autrichien, président de SOS Villages d'enfants International.                                  | 82    | (en)   |
| 23 avril          | Michel Lemire                 | Agriculteur canadien.                                                                                              | 86/87 |        |
| 23 avril          | Francisco Rodríguez           | Boxeur vénézuélien, champion aux Jeux olympiques d'été de 1968.                                                    | 78    | (es)   |
| 23 avril          | Helen Vendler                 | Critique littéraire et professeur américain.                                                                       | 90    | (en)   |
| 22 avril          | Charlie Hurley                | Footballeur international puis entraîneur irlandais.                                                               | 87    | (en)   |
| 22 avril          | Sudhir Kakar                  | Psychanalyste et écrivain indien.                                                                                  | 85    | (en)   |
| 22 avril          | Philippe Laudenbach           | Acteur français.                                                                                                   | 88    |        |
| 22 avril          | Heamani Lavaka                | Joueur de rugby à XV international tongien.                                                                        | 55    | (en)   |
| 22 avril          | Jeanine Moussier              | Athlète de sprint française.                                                                                       | 94    |        |
| 22 avril          | Katherine Porter              | Peintre américaine.                                                                                                | 82    | (en)   |
| 22 avril          | Brian Tobin                   | Joueur et dirigeant de tennis australien.                                                                          | 93    | (en)   |
| 22 avril          | Michael Verhoeven             | Réalisateur allemand.                                                                                              | 85    | (de)   |
| 21 avril          | Jean-Marie Aerts              | Guitariste belge.                                                                                                  | 72    |        |
| 21 avril          | Terry Anderson                | Journaliste américain.                                                                                             | 76    |        |
| 21 avril          | Ángel Aranda                  | Acteur espagnol.                                                                                                   | 89    | (es)   |
| 21 avril          | Étienne Delessert             | Écrivain, dessinateur et artiste peintre suisse.                                                                   | 83    |        |
| 21 avril          | Daniel Dewavrin               | Homme d'affaires et responsable syndical français.                                                                 | 87    |        |
| 21 avril          | Ana Estrada                   | Militante de l'euthanasie péruvienne.                                                                              | 47    | (es)   |
| 21 avril          | Ray Garton                    | Écrivain américain.                                                                                                | 61    | (en)   |
| 21 avril          | Pierre Gonnord                | Photographe et portraitiste français.                                                                              | 60    | (es)   |
| 21 avril          | Fujiko Hemming                | Pianiste japonaise.                                                                                                | 92    | (en)   |
| 21 avril          | Roedad Khan                   | Homme politique Pakistanais.                                                                                       | 100   | (en)   |
| 21 avril          | Ghislain de Marsily           | Géologue français.                                                                                                 | 84    |        |
| 21 avril          | Jerome Rothenberg             | Poète, traducteur, anthologiste, directeur de publication et universitaire américain.                              | 92    | (es)   |
| 20 avril          | Antonio Cantafora             | Acteur italien. | 80    | (it)   |
| 20 avril          | Kaj Chydenius                 | Compositeur finlandais.                                                                                            | 84    | (fi)   |
| 20 avril          | Andrew Davis                  | Chef d'orchestre britannique.                                                                                      | 80    | (en)   |
| 20 avril          | Gediminas Kirkilas            | Homme d'État lituanien.                                                                                            | 72    | (lt)   |
| 20 avril          | Doreen Massey                 | Membre travailliste de la Chambre des lords.                                                                       | 85    | (en)   |
| 20 avril          | Antoine Mboumbou Miyakou      | Homme politique gabonais.                                                                                          | 87    |        |
| 20 avril          | Henry McKean                  | Mathématicien et professeur d'université américain.                                                                | 93    | (en)   |
| 20 avril          | Reine Oussou                  | Écrivaine et femme politique béninoise.                                                                            | 48/49 |        |
| 20 avril          | David Pryor                   | Homme politique américain.                                                                                         | 89    | (en)   |
| 20 avril          | Pauli Siitonen                | Fondeur finlandais.                                                                                                | 86    | (fi)   |
| 20 avril          | Tony Tuff                     | Chanteur de reggae jamaïcain.                                                                                      | 69    | (en)   |
| 19 avril          | Adnan al-Bursh                | Chirurgien orthopédiste palestinien.                                                                               | 49    | (en)   |
| 19 avril          | Bruno Chevalier               | Scénariste français.                                                                                               | 62    |        |
| 19 avril          | Michael Cuscuna               | Producteur de jazz américain.                                                                                      | 75    | (en)   |
| 19 avril          | Daniel Dennett                | Philosophe américain.                                                                                              | 82    | (en)   |
| 19 avril          | Muhammed Faris                | Cosmonaute syrien.                                                                                                 | 72    | (en)   |
| 19 avril          | Gyari Dorjee Youdon           | Résistante tibétaine.                                                                                              | 92    | (en)   |
| 19 avril          | Siegfried Kirschen            | Arbitre de football est-allemand puis allemand.                                                                    | 80    | (de)   |
| 19 avril          | Charles Dacre Parsons         | Philosophe et mathématicien américain.                                                                             | 91    | (en)   |
| 19 avril          | Marcos Rivas                  | footballeur international mexicain.                                                                                | 76    | (es)   |
| 18 avril          | Robert Basmann                | Économiste américain.                                                                                              | 98    | (en)   |
| 18 avril          | Dickey Betts                  | Guitariste, chanteur et compositeur américain.                                                                     | 80    | (en)   |
| 18 avril          | Archie Cooley                 | Entraîneur de foot U.S. américain.                                                                                 | 83    | (en)   |
| 18 avril          | Georges Forestier             | Professeur de littérature et historien du théâtre français.                                                        | 72    |        |
| 18 avril          | Jack Green                    | Guitariste et chanteur écossais.                                                                                   | 73    | (en)   |
| 18 avril          | Hong Se-hwa                   | Journaliste et opposant politique sud-coréen.                                                                      | 76    | (ko)   |
| 18 avril          | Gérard Jacquesson             | Rameur d'aviron français.                                                                                          | 82    |        |
| 18 avril          | Mandisa                       | Chanteuse de gospel américaine.                                                                                    | 47    | (en)   |
| 18 avril          | Yoshio Masui                  | Biologiste cellulaire japonais et canadien.                                                                        | 93    | (en)   |
| 18 avril          | Larry Page                    | Chanteur, producteur de disques et compositeur britannique.                                                        | 86    | (en)   |
| 18 avril          | Keiko Yamamoto                | Seiyū japonais. | 80    |        |
| 17 avril          | René Jean                     | Joueur de rugby à XIII international français.                                                                     | 92    |        |
| 17 avril          | Chips Keswick                 | Banquier d'affaires britannique.                                                                                   | 84    | (en)   |
| 16 avril          | Robert Merrihew Adams         | philosophe analytique américain.                                                                                   | 93    | (en)   |
| 16 avril          | Jacques Cooper                | Designer français.                                                                                                 | 93    |        |
| 16 avril          | Jacques Dassié                | Aviateur et archéologue spécialiste de l'archéologie aérienne français.                                            | 96    |        |
| 16 avril          | Rodney Gould                  | Pilote de Grand Prix moto britannique.                                                                             | 81    |        |
| 16 avril          | Bob Graham                    | Homme politique américain.                                                                                         | 87    | (en)   |
| 16 avril          | Micheline Labelle             | Anthropologue et professeure d'université canadienne.                                                              |       |        |
| 16 avril          | Rainer Sachs                  | Biologiste et astronome germano--américain.                                                                        | 91    | (en)   |
| 16 avril          | Josep Maria Terricabras       | Philosophe et homme politique catalan.                                                                             | 77    | (ca)   |
| 15 avril          | Adriano Aprà                  | Essayiste, critique de cinéma, patron de presse, réalisateur, scénariste et acteur italien.                        | 83    | (en)   |
| 15 avril          | Mouncif El Haddaoui           | footballeur international marocain.                                                                                | 59    |        |
| 15 avril          | Whitey Herzog                 | Joueur de baseball américain.                                                                                      | 92    | (en)   |
| 15 avril          | Bernd Hölzenbein              | Footballeur international ouest-allemand.                                                                          | 78    |        |
| 15 avril          | Ange Keffa                    | Actrice ivoirienne.                                                                                                | 71    |        |
| 15 avril          | Anatoly Kvochur               | Pilote d'essai soviétique puis russe.                                                                              | 71    | (en)   |
| 15 avril          | Josip Manolić                 | Homme politique croate, Premier ministre de la République de Croatie.                                              | 104   | (hr)   |
| 15 avril          | Naomi Polani                  | Directrice musicale, metteuse en scène de théâtre, chanteuse, actrice et danseuse israélienne.                     | 96    | (he)   |
| 15 avril          | Reita                         | Bassiste japonais, membre de the GazettE                                                                           | 42    | (ja)   |
| 15 avril          | Pedro Rubiano Sáenz           | Cardinal catholique colombien.                                                                                     | 91    | (es)   |
| 15 avril          | Jadwiga Staniszkis            | Sociologue polonaise.                                                                                              | 81    | (pl)   |
| 15 avril          | Gil Taïeb                     | Dentiste français, vice-président du CRIF.                                                                         | 66    |        |
| 14 avril          | François Crabit               | Dessinateur et pastelliste français.                                                                               | 73    |        |
| 14 avril          | Trixie Gardner                | Femme politique britannico-australienne.                                                                           | 96    | (en)   |
| 14 avril          | Lucien Girardier              | Chercheur en physiologie, en neurologie et professeur de médecine suisse.                                          | 94    |        |
| 14 avril          | Ken Holtzman                  | Joueur américain de baseball.                                                                                      | 78    | (en)   |
| 14 avril          | Jacques Lussier               | Acteur canadien.                                                                                                   | 64    |        |
| 14 avril          | Ahmed Nekkar                  | Auteur-compositeur-interprète, écrivain, romancier, dramaturge, poète et éditeur algérien.                         | 69    |        |
| 14 avril          | Luciano Sušanj                | Athlète de sprint et demi fond yougoslave puis croate.                                                             | 75    | (hr)   |
| 13 avril          | Bruno Combes                  | Romancier français.                                                                                                | 61    |        |
| 13 avril          | Joanna Dworakowska            | Joueuse d'échecs polonaise.                                                                                        | 45    | (pl)   |
| 13 avril          | Richard Horowitz              | Compositeur de musiques de film américain.                                                                         | 75    | (en)   |
| 13 avril          | Barbara Loyer                 | Géopolitologue française.                                                                                          | 62    |        |
| 13 avril          | Faith Ringgold                | Artiste américaine.                                                                                                | 93    | (en)   |
| 13 avril          | Ângelo Victoriano             | Basketteur puis entraîneur angolais.                                                                               | 56    | (en)   |
| 13 avril          | Barry Waddell                 | Coureur cycliste australien.                                                                                       | 87    | (en)   |
| 12 avril          | Roberto Cavalli               | Styliste italien.                                                                                                  | 83    |        |
| 12 avril          | Eleanor Coppola               | Réalisatrice américaine.                                                                                           | 87    |        |
| 12 avril          | Isabelle Coutant-Peyre        | Avocate française, ancienne secrétaire de la conférence des avocats du barreau de Paris.                           | 70    |        |
| 12 avril          | Santiago Dexeus               | Gynécologue espagnol.                                                                                              | 88    | (es)   |
| 12 avril          | Rubén Douglas                 | Basketteur panaméen et américain.                                                                                  | 44    | (en)   |
| 12 avril          | Claude Ducert                 | Homme politique français.                                                                                          | 89    |        |
| 12 avril          | Olga Fikotová                 | Athlète de lancer du disque et basketteuse américano-tchécoslovaque, championne aux Jeux olympiques d'été de 1956. | 91    |        |
| 12 avril          | Edward Lipinski               | Orientaliste belgo-polonais.                                                                                       | 93    |        |
| 12 avril          | Sonia López                   | Chanteuse mexicaine.                                                                                               | 78    | (es)   |
| 11 avril          | Janet Augusto                 | Cycliste française.                                                                                                | 88    |        |
| 11 avril          | Bernard Baudoux               | Fleurettiste français.                                                                                             | 95    |        |
| 11 avril          | Knud Enggaard                 | Homme politique danois.                                                                                            | 94    | (da)   |
| 11 avril          | Anton Flešár                  | Footballeur international tchécoslovaque puis slovaque.                                                            | 79    | (sk)   |
| 11 avril          | Anna-Greta Leijon             | Femme politique suédoise.                                                                                          | 84    | (sv)   |
| 11 avril          | Francis O'Gorman              | Professeur de littérature britannique.                                                                             | 56/57 | (en)   |
| 11 avril          | Park Bo-ram                   | Chanteuse sud-coréenne.                                                                                            | 30    | (en)   |
| 11 avril          | Patrice-Flora Praxo           | Artiste peintre, photographe et actrice française.                                                                 | 57    |        |
| 11 avril          | Fritz Peterson                | Joueur de baseball américain.                                                                                      | 82    | (en)   |
| 11 avril          | Shigeharu Ueki                | Footballeur international japonais devenu entraîneur.                                                              | 69    | (en)   |
| 11 avril          | Simone Weber                  | Criminelle française, condamnée pour le meurtre de son ancien amant.                                               | 94    |        |
| 10 avril          | Junior Pope                   | Acteur et producteur nigérian.                                                                                     | 39    | (en)   |
| 10 avril          | Trina Robbins                 | Autrice de bande dessinée, historienne de bande dessinée, militante féministe américaine.                          | 85    | (en)   |
| 10 avril          | Richard Rosser                | Dirigeant syndical britannique et homme politique travailliste.                                                    | 79    | (en)   |
| 10 avril          | O. J. Simpson                 | Joueur de foot U.S. américain.                                                                                     | 76    |        |
| 10 avril          | Ted Toleman                   | Dirigeant d'écuries automobiles britannique.                                                                       | 86    |        |
| 9 avril           | Jaime de Armiñán              | Réalisateur espagnol.                                                                                              | 97    | (es)   |
| 9 avril           | Patti Astor                   | Actrice américaine.                                                                                                | 74    | (en)   |
| 9 avril           | Vladimir Axionov              | Cosmonaute soviétique, puis russe.                                                                                 | 89    | (ru)   |
| 9 avril           | Moisés Barack                 | Footballeur péruvien devenu entraîneur.                                                                            | 80    | (es)   |
| 9 avril           | Chantal Cusin-Berche          | Peintre française.                                                                                                 | 80    |        |
| 9 avril           | Paola Gassman                 | Actrice italienne.                                                                                                 | 78    | (it)   |
| 9 avril           | Claude Lapaire                | Historien de l'art et muséologue suisse.                                                                           | 92    |        |
| 9 avril           | Eugénio Lisboa                | Essayiste, critique littéraire, enseignant et diplomate portugais.                                                 | 93    | (pt)   |
| 9 avril           | Gianni Meccia                 | Acteur, compositeur et chanteur italien.                                                                           | 92    | (it)   |
| 9 avril           | Tony Morgan                   | Skipper britanniquemédaillé d'argent aux Jeux olympiques d'été de 1964.                                            | 92    | (en)   |
| 9 avril           | Paolo Pininfarina             | Industriel italien.                                                                                                | 65    | (it)   |
| 9 avril           | Pentti Saaritsa               | Poète et traducteur finlandais.                                                                                    | 82    | (fi)   |
| 9 avril           | Sara Tafuri                   | Actrice italienne.                                                                                                 | 67    | (it)   |
| 9 avril           | Max Werner                    | Musicien néerlandais.                                                                                              | 70    | (nl)   |
| 8 avril           | Michel Angot                  | Philologue indianiste français.                                                                                    | 75    |        |
| 8 avril           | José Antonio Ardanza          | Homme politique espagnol.                                                                                          | 82    | (es)   |
| 8 avril           | André Boniface                | Joueur de rugby à XV international français.                                                                       | 89    |        |
| 8 avril           | Jaak Gabriëls                 | Homme politique belge.                                                                                             | 80    | (nl)   |
| 8 avril           | El Globos                     | Dessinateur français.                                                                                              | 60    |        |
| 8 avril           | Peter Higgs                   | Physicien britannique.                                                                                             | 94    | (en)   |
| 8 avril           | Nicolas Holveck               | Dirigeant sportif français.                                                                                        | 52    |        |
| 8 avril           | Mamadou Koné                  | Homme politique ivoirien.                                                                                          | 71    |        |
| 8 avril           | Christiane Scrivener          | Femme politique française.                                                                                         | 98    |        |
| 8 avril           | Susan Stultz                  | Femme politique canadienne.                                                                                        | 71    |        |
| 8 avril           | Alexey Tsatevitch             | Coureur cycliste professionnel russe.                                                                              | 34    |        |
| 7 avril           | Adejumoke Aderounmu           | Actrice nigériane.                                                                                                 | 40    |        |
| 7 avril           | Michael Boder                 | Chef d'orchestre allemand.                                                                                         | 65    |        |
| 7 avril           | Marcel André Boisard          | Universitaire suisse ayant eu une carrière onusienne.                                                              | 84    |        |
| 7 avril           | Walid Daqqa                   | Écrivain palestinien.                                                                                              | 62    |        |
| 7 avril           | John Allen Fraser             | Homme politique canadien.                                                                                          | 92    | (en)   |
| 7 avril           | Gérard Gaudron                | Homme politique français.                                                                                          | 74    |        |
| 7 avril           | Clarence « Frogman » Henry    | Chanteur de rhythm and blues américain.                                                                            | 87    |        |
| 7 avril           | Joe Kinnear                   | Footballeur international irlandais devenu entraîneur.                                                             | 77    | (en)   |
| 7 avril           | Rickey Parkey                 | Boxeur américain.                                                                                                  | 67    | (en)   |
| 7 avril           | Dominique Ponnau              | Historien de l'art français.                                                                                       | 86    |        |
| 7 avril           | Lori et George Schappell      | Jumeaux siamois américains                                                                                         | 62    |        |
| 7 avril           | Magatte Thiam                 | Universitaire, syndicaliste et homme politique sénégalais.                                                         | 85    |        |
| 7 avril           | Gunnar Törnqvist              | Géographe suédois.                                                                                                 | 91    | (sv)   |
| 6 avril           | Ali Bécheur                   | Écrivain tunisien.                                                                                                 | 84/85 |        |
| 6 avril           | Ernesto Gómez Cruz            | Acteur mexicain.                                                                                                   | 90    | (es)   |
| 6 avril           | Alexis Grüss                  | Artiste et directeur de cirque français.                                                                           | 79    |        |
| 6 avril           | Doug Hoyle                    | Homme politique britannique.                                                                                       | 94    |        |
| 6 avril           | Dinh Q. Lê                    | Artiste américain d'origine vietnamienne.                                                                          | 55/56 |        |
| 6 avril           | José Alberto Martín-Toledano  | Homme politique espagnol.                                                                                          | 61    |        |
| 6 avril           | Ziraldo                       | Dessinateur et auteur brésilien.                                                                                   | 91    | (pt)   |
| 5 avril           | Jeroni Brasal Vera            | Joueur international espagnol de rink hockey.                                                                      | 92    | (ca)   |
| 5 avril           | Joseph E. Brennan             | Homme politique américain.                                                                                         | 89    | (en)   |
| 5 avril           | Bernard Chardon               | Peintre, vitrailliste et prêtre français.                                                                          | 96    |        |
| 5 avril           | Mahammed Boun Abdallah Dionne | Homme d'État sénégalais.                                                                                           | 64    | (en)   |
| 5 avril           | Willem Frijhoff               | Historien néerlandais.                                                                                             | 81    | (en)   |
| 5 avril           | Gwij Mandelinck               | Poète belge. | 87    | (nl)   |
| 5 avril           | C.J. Snare                    | Chanteur et membre fondateur du groupe FireHouse américain.                                                        | 64    | (en)   |
| 4 avril           | Lynne Reid Banks              | Auteure britannique.                                                                                               | 94    | (en)   |
| 4 avril           | Iona Campagnolo               | Femme politique canadienne.                                                                                        | 91    | (en)   |
| 4 avril           | Zsuzsa Ferge                  | Sociologue hongroise.                                                                                              | 92    | (hu)   |
| 4 avril           | Thomas Gumbleton              | Ecclésiastique catholique américain.                                                                               | 94    | (en)   |
| 4 avril           | Bruce Kessler                 | Réalisateur américain.                                                                                             | 88    |        |
| 4 avril           | R. F. Lucchetti               | Écrivain brésilien.                                                                                                | 94    | (pt)   |
| 4 avril           | Abou Maria al-Qahtani         | Djihadiste irakien.                                                                                                | 47/48 | (en)   |
| 4 avril           | Vytautė Žilinskaitė           | Écrivaine soviétique puis lituanienne.                                                                             | 93    | (lt)   |
| 3 avril           | Zoheïr Aberkane               | Journaliste-militant algérien                                                                                      | 63    |        |
| 3 avril           | Alain Flick                   | Acteur français.                                                                                                   | 75    |        |
| 3 avril           | Albert Heath                  | Batteur américain.                                                                                                 | 88    | (en)   |
| 3 avril           | Vitus Huonder                 | Prélat catholique helvétique.                                                                                      | 81    | (it)   |
| 3 avril           | Kosti Kuronen                 | Architecte finlandais.                                                                                             | 90    | (fi)   |
| 3 avril           | Adrian Schiller               | Acteur britannique.                                                                                                | 60    | (en)   |
| 3 avril           | Sandor Müller Smich           | Footballeur international hongrois.                                                                                | 75    | (hu)   |
| 3 avril           | Gaetano Pesce                 | Architecte et designer italien.                                                                                    | 84    | (it)   |
| 3 avril           | Philippe Sellier              | Critique littéraire français.                                                                                      | 92    |        |
| 3 avril           | Vera Tschechowa               | Actrice allemande.                                                                                                 | 83    | (de)   |
| 2 avril           | John Barth                    | Romancier et nouvelliste américain.                                                                                | 93    | (en)   |
| 2 avril           | Veljko Bulajić                | Réalisateur croate.                                                                                                | 96    | (en)   |
| 2 avril           | Maryse Condé                  | Journaliste, professeure de littérature et écrivaine française.                                                    | 90    |        |
| 2 avril           | Edward B. Curtis              | Mathématicien américain.                                                                                           | 91    | (en)   |
| 2 avril           | Christopher Durang            | Dramaturge américain.                                                                                              | 75    | (en)   |
| 2 avril           | Thérèse Gouin Décarie         | Psychologue et professeure universitaire canadienne.                                                               | 100   |        |
| 2 avril           | Göran Hagberg                 | Footballeur international suédois                                                                                  | 76    | (sv)   |
| 2 avril           | Dodik Jégou                   | Peintre, céramiste et poétesse française.                                                                          | 89    |        |
| 2 avril           | Michael Jensen                | Économiste américain.                                                                                              | 84    | (en)   |
| 2 avril           | Gerhard Lohfink               | Théologien allemand.                                                                                               | 89    | (de)   |
| 2 avril           | Juan Vicente Pérez Mora       | Supercentenaire vénézuélien, doyen masculin de l'humanité (2022-2024).                                             | 114   |        |
| 2 avril           | John Sinclair                 | Poète et militant politique américain.                                                                             | 82    | (en)   |
| 2 avril           | Michael Studer                | Pianiste suisse.                                                                                                   | 83    | (de)   |
| 2 avril           | Notker Wolf                   | Religieux et musicien allemand.                                                                                    | 83    | (de)   |
| 1er avril         | Anne Innis Dagg               | Zoologiste et féministe canadienne.                                                                                | 91    | (en)   |
| 1er avril         | Vontae Davis                  | Joueur de foot U.S. américain.                                                                                     | 35    | (en)   |
| 1er avril         | Phil Delire                   | Producteur musical belge.                                                                                          | 67/68 |        |
| 1er avril         | Sergio Fernández Fernández    | Homme politique chilien.                                                                                           | 85    | (es)   |
| 1er avril         | Joe Flaherty                  | Acteur, scénariste, réalisateur et producteur américain.                                                           | 82    | (en)   |
| 1er avril         | Dan Philips                   | Militant anti-raciste canadien.                                                                                    | 88    |        |
| 1er avril         | Ed Piskor                     | Auteur de bande dessinée américain.                                                                                | 41    | (en)   |
| 1er avril         | Rosemarie Simmen              | Femme politique suisse.                                                                                            | 85    | (de)   |
| 1er avril         | Zdzisław Skrzeczkowski        | Basketteur polonais.                                                                                               | 93    | (pl)   |
| 1er avril         | Anne Vétillard                | Autrice et traductrice de jeu de rôle sur table et de jeu de rôle grandeur nature française.                       | 61    |        |
| 1er avril         | Mohammad Reza Zahedi          | Officier militaire iranien.                                                                                        | 63    | (en)   |
| 1er avril         | Eduardo Zuleta                | Joueur de tennis équatorien.                                                                                       | 88    | (es)   |
| date indéterminée | Adnan al-Bursh                | Chirurgien orthopédiste palestinien.                                                                               | 39/40 | (en)   |
| date indéterminée | Russell Bentley               | Militaire, journaliste, Youtubeur, correspondant de guerre, mercenaire américain puis russe et ensuite ukrainien.  | 63/64 | (en)   |
| date indéterminée | Jean-Pierre Giudicelli        | Pentathlète français, médaillé de bronze aux Jeux olympiques d'été de 1968.                                        | 81    |        |
| date indéterminée | Thomas Kessler                | Compositeur suisse.                                                                                                | 86    |        |
| date indéterminée | Akebono Tarō                  | Lutteur de sumo, kick-boxeur et pratiquant d'arts martiaux mixtes japonais.                                        | 54    |        |